# Teodolindo Mourín
Teodolindo Mourín (* Buenos Aires, Argentina, 14 de julio de 1914) fue un futbolista argentino que jugaba de mediocampista (Half).

## Trayectoria

### Como jugador
Teodolindo Mourín inició su carrera en el Colegiales de Munro (Buenos Aires) en la década del 30; posteriormente pasó al Club Deportivo Tampico A.C. de México, en 1951 llegó al Ecuador para enrolarse al recién fundado Club Sport Río Guayas donde quedó campeón del Campeonato de Guayaquil y finalmente llegó al Everest en 1952 .

### Como entrenador
En 1969 dirigió al Everest y obtuvo el título de campeón de la Copa de Campeones del Ecuador en 1969..

## Clubes

### Como jugador
| Club                        | País      | Año       |
| --------------------------- | --------- | --------- |
| Colegiales                  | Argentina | 1937-1941 |
| ADO                         | México    | 1944      |
| Club Deportivo Tampico A.C. | México    | 1945      |
| Club Sport Río Guayas       | Ecuador   | 1951      |
| Everest                     | Ecuador   | 1952      |

### Como entrenador
| Club    | País    | Año  |
| ------- | ------- | ---- |
| Everest | Ecuador | 1969 |

## Palmarés

### Como jugador
| Título                  | Club       | País    | Año  |
| ----------------------- | ---------- | ------- | ---- |
| Campeonato de Guayaquil | Río Guayas | Ecuador | 1951 |

### Como entrenador
| Título                        | Club    | País    | Año  |
| ----------------------------- | ------- | ------- | ---- |
| Copa de Campeones del Ecuador | Everest | Ecuador | 1969 |

- Datos: Q85853285